# Relations entre le Japon et les Philippines
Les relations entre le Japon et les Philippines couvrent une période allant du XVIIe siècle à aujourd'hui.

## Début de la présence japonaise aux Philippines
Les relations entre le Japon et les Philippines remontent au moins à la fin de la période Muromachi de l'histoire japonaise, des marchands et des commerçants japonais s'étaient établis dans Luçon avant même la colonisation espagnole. Dans la zone de Dilao, une banlieue de Manille, se trouvait un nihonmachi (quartier japonais) de 3 000 Japonais vers l'an 1600. Le terme probablement d'origine Tagalog « dilaw », signifiant « jaune », était utilisé pour décrire leur physionomie générale. Les Japonais avait établi très tôt une enclave à Dilao où ils étaient entre 300 et 400 en 1593. En 1603, pendant la rébellion de Sangley, ils étaient 1 500, et 3 000 en 1606.
En 1593, les autorités espagnoles de Manille ont autorisé l'envoi des missionnaires franciscains au Japon. Le moine franciscain Luis Sotelo a aidé l'enclave de Dilao entre 1600 et 1608.

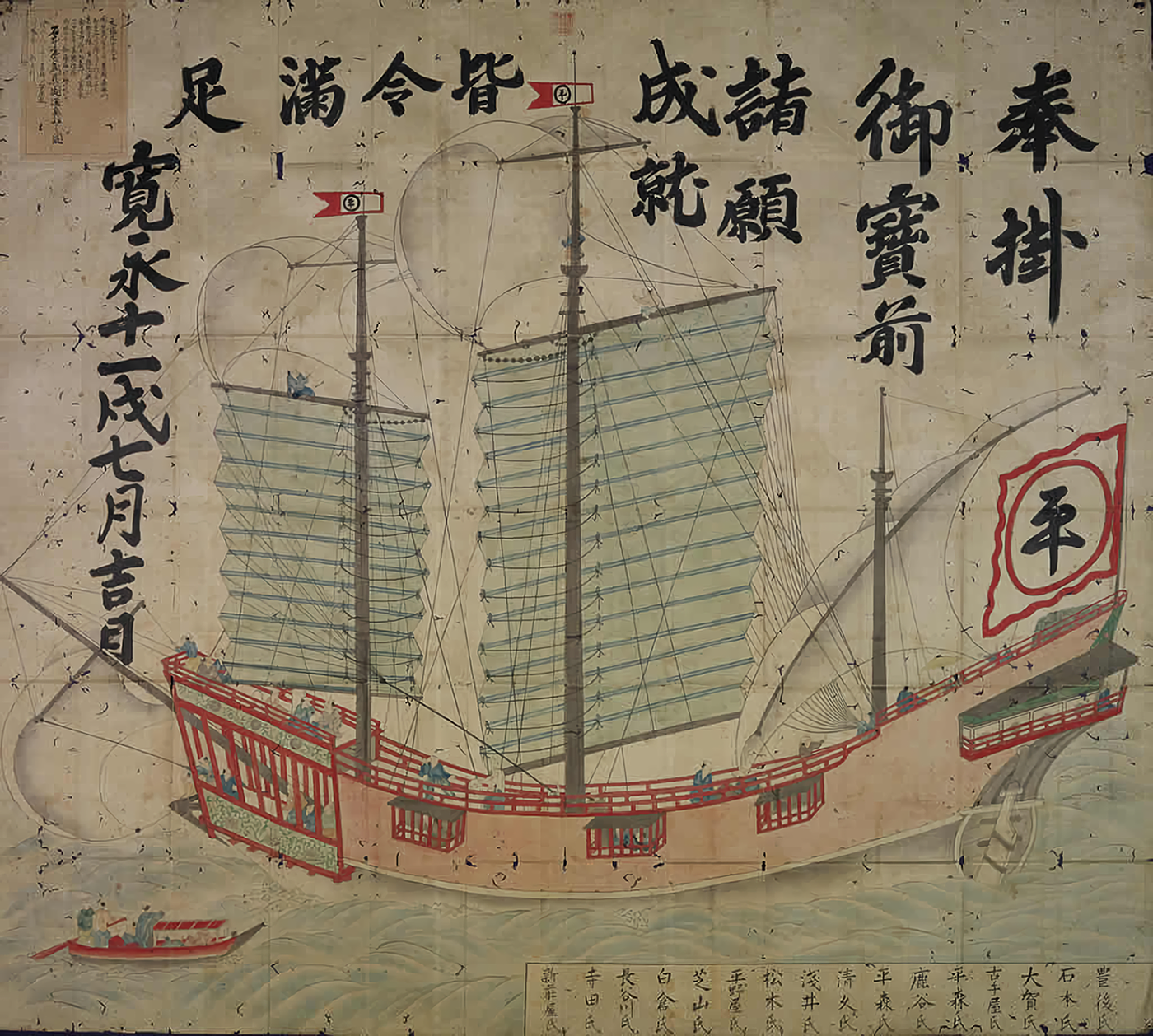
Un Shuinsen japonais de 1634. Musée des Sciences Navales de Tokyo.

Dans la première moitié du XVIIe siècle, un intense commerce officiel a eu lieu entre les deux pays, via le système des Shuinsens. Trente sceaux officiels « Shuinsen » furent délivrés entre le Japon et les Philippines entre 1604 et 1616.
Les Japonais ont mené une rébellion avortée à Dilao contre les Espagnols en 1606-1607, et leur nombre a encore monté lors de l'interdiction du christianisme par Ieyasu Tokugawa en 1614, quand 300 réfugiés chrétiens japonais sous Ukon Takayama se sont établis aux Philippines. Le 8 novembre 1614, les 300 chrétiens japonais ont quitté leur ville d'origine, Nagasaki. Ils sont arrivés à Manille le 21 décembre et ont été chaleureusement accueillis par les jésuites espagnols et la population philippine présente. Les Philippines espagnoles ont offert leur aide en proposant de renverser le gouvernement japonais par une invasion dans le but de protéger les catholiques japonais. Justo (Ukon Takayama) a refusé de participer, et est mort de maladie 40 jours plus tard. Ces immigrés du XVIIe siècle sont à l'origine d'une partie de la forte communauté japonaise de 200 000 personnes aujourd'hui aux Philippines.
Cependant, au milieu du siècle, le Japon a établi une politique isolationniste (sakoku), et les contacts entre les deux nations ont été rompus jusqu'en 1854 et l'ouverture du Japon.

## Les Philippines et l'empire du Japon
Pendant le soulèvement de 1896 contre la domination coloniale espagnole et la guerre hispano-américaine de 1898, les chefs philippins indépendantistes ont demandé l'aide du gouvernement japonais. Bien que le gouvernement de Meiji du Japon n'était pas disposé à leur fournir un appui officiel, les partisans japonais de l'indépendance philippine du mouvement Pan-Asiatique ont levé des fonds et ont envoyé des armes à bord du bateau privé Nunobiki-maru, qui fut coulé avant d'atteindre sa destination. Cependant, en vertu de l'accord Taft–Katsura de 1905, le gouvernement japonais a officiellement approuvé la domination coloniale américaine sur les Philippines.
Au cours de la période américaine, les échanges économiques entre le Japon et les Philippines ont énormément augmenté et en 1929, le Japon devint le plus grand partenaire commercial des Philippines après les États-Unis. L'investissement économique fut accompagné d'une importante immigration des Japonais vers les Philippines, principalement des marchands, des jardiniers et des prostituées (« karayuki san »). Les immigrés japonais de Davao sur Mindanao, furent plus de 20 000. En 1935, on a estimé que les immigrés japonais dominaient 35 % du commerce de détail philippin. Les investissements ont inclus les grandes exploitations agricoles et le développement des ressources naturelles. En 1940, 40 % des exportations philippines vers le Japon étaient du fer, du cuivre, du manganèse et du chrome.
Pendant la Seconde Guerre mondiale, juste après l'attaque de Pearl Harbor, les forces japonaises ont envahi l'archipel et ont rapidement brisé la résistance des États-Unis et du Commonwealth des Philippines. Stratégiquement, le Japon avait besoin des Philippines pour empêcher son utilisation par les forces alliées comme base d'opérations avancées contre les îles japonaises, et contre ses plans de conquête en Asie du Sud-Est. En 1943, un gouvernement fantoche, la seconde république des Philippines, a été établi, mais devint très impopulaire, principalement à cause de la brutalité des militaires de l'Armée impériale japonaise envers la population civile philippine, et une forte résistance armée existe dès 1942. Pendant l'occupation japonaise, et les batailles de la reconquête américaine et philippine, un million de Philippins environ sont morts, provoquant un fort ressentiment anti-Japonais. De 1944 à 1945, les soldats philippins et américains combinés ont lutté contre les forces impériales japonaises pour libérer les Philippines.

## Après-guerre
Les États-Unis ont accordé leur indépendance aux Philippines en 1946, et le nouveau pays fut signataire du traité de San Francisco (1951). Des relations diplomatiques ont été rétablies en 1956, quand un accord de réparations de guerre a été signé. Vers la fin des années 1950, les compagnies japonaises et les différents investisseurs ont commencé à retourner aux Philippines.

Le Japon et les Philippines ont signé un traité d'amitié, de commerce et de navigation en 1960, mais le traité n'est entré en vigueur qu'en 1973, quand le président de l'époque Ferdinand Marcos supprima la législature philippine en vertu de la loi martiale et ratifia le traité dix jours avant la visite du Premier ministre du Japon Kakuei Tanaka. En 1975, le Japon avait délogé les États-Unis comme principale source d'investissement dans le pays.
Le Japon est resté une source importante d'aides au développement, de commerce, d'investissement, et de tourisme dans les années 1980, et il y a eu peu de conflits de politique étrangères entre les deux nations.
Le Président philippin Corazon Aquino a effectue une visite au Japon en novembre 1986 et a rencontré l'empereur Hirohito, qui lui a présenté ses excuses pour le mal commis par le Japon pendant la Seconde Guerre mondiale. De nouveaux accords d'aide étrangère ont également été signés pendant cette visite. Aquino est revenu au Japon en 1989 pour l'enterrement de Hirohito et en 1990 pour l'intronisation de l'empereur Akihito.

## Source de la traduction
- (en) Cet article est partiellement ou en totalité issu de l’article de Wikipédia en anglais intitulé « Japan–Philippines relations » (voir la liste des auteurs).

### Sources
- Boxer C.R., The Christian century in Japan, 2001 Carcanet, Manchester,  (ISBN 1-85754-035-2)
- Japan Minister of Foreign Affairs